# Viile Jacului, Sălaj
Viile Jacului este un sat în comuna Creaca din județul Sălaj, Transilvania, România.
Viile Jacului, cel mai mic sat al comunei Creaca, este așezat în partea de vest a acesteia la poalele muntelui Meseș. 
După Revoluția de la 1848  în aceste locuri au fost strămutate (deportate) 15 familii, din care două erau familii de unguri. Aceștia au defrișat o parte din locul numit Pădurea Durului (Duruljo Erdö) și și-au construit bordeie în care să locuiască. În sat nu mai există unguri, prin căsătorie aceștia s-au contopit cu familiile de români.
Până în 1953 Viile Jacului au format un cătun numit ”Vii” ce aparținea de satul Jac. In același an a fost declarat sat și avea ”42 de fumuri” (case). Numele de Viile Jacului l-a luat de la Țâclul Viilor, dealul pe care s-au plantat primele vii din localitatea Jac. Locuitorii, în majoritatea lor foarte săraci se ocupau mai ales cu păstoritul. Creșteau oi și bivoli și din trăiau din vânzarea produselor obținute de la acestea. Pământ arabil aveau foarte puțin, ei neprimind teren nici măcar la reforma agrară pentru că nu era de unde, așa că au fost nevoiți să-și ducă traiul fiecare așa cum putea. 
Intr-o schiță monografică făcută în anul 1973 de către învățătorul Birișan Grigore aflată în arhiva școlii, se arată că prin anii ʼ60  mulți din locuitorii acestui sat încă mai trăiau în bordeie sau în case foarte mici. Aceștia erau mai ales crescători de animale, creșteau bivoli și oi, produsele obținute fiind singurele surse de venit care să le asigure traiul de zi cu zi.      
Potrivit recensămintelor făcute după înființarea satului, populația a evoluat astfel:
1956: 168 locuitori
1966: 149 locuitori
În 1973: 39 de familii. Școala și 17 case erau pe Țâclul Viilor, o casă în locul numit Tei, 4 case în Pădurea Durului, 3 case în Lab, 7 case în Jurteana și 6 case în Sălașa. Au existat în sat 3 mori din care în anul 1973 mai funcționa una pe pârâul Jurteana. 
1977: 67 locuitori
1992: 27 locuitori
2002: 20 locuitori
2011: 19 locuitori
2016: 18 case, 12 locuitori
Bibliografie: Traian Ience, Monografia școlilor din comuna Creaca, Ed. Caiete Silvane, Zalău, 2016, ISBN 978-606-914-017-8